# Пастор

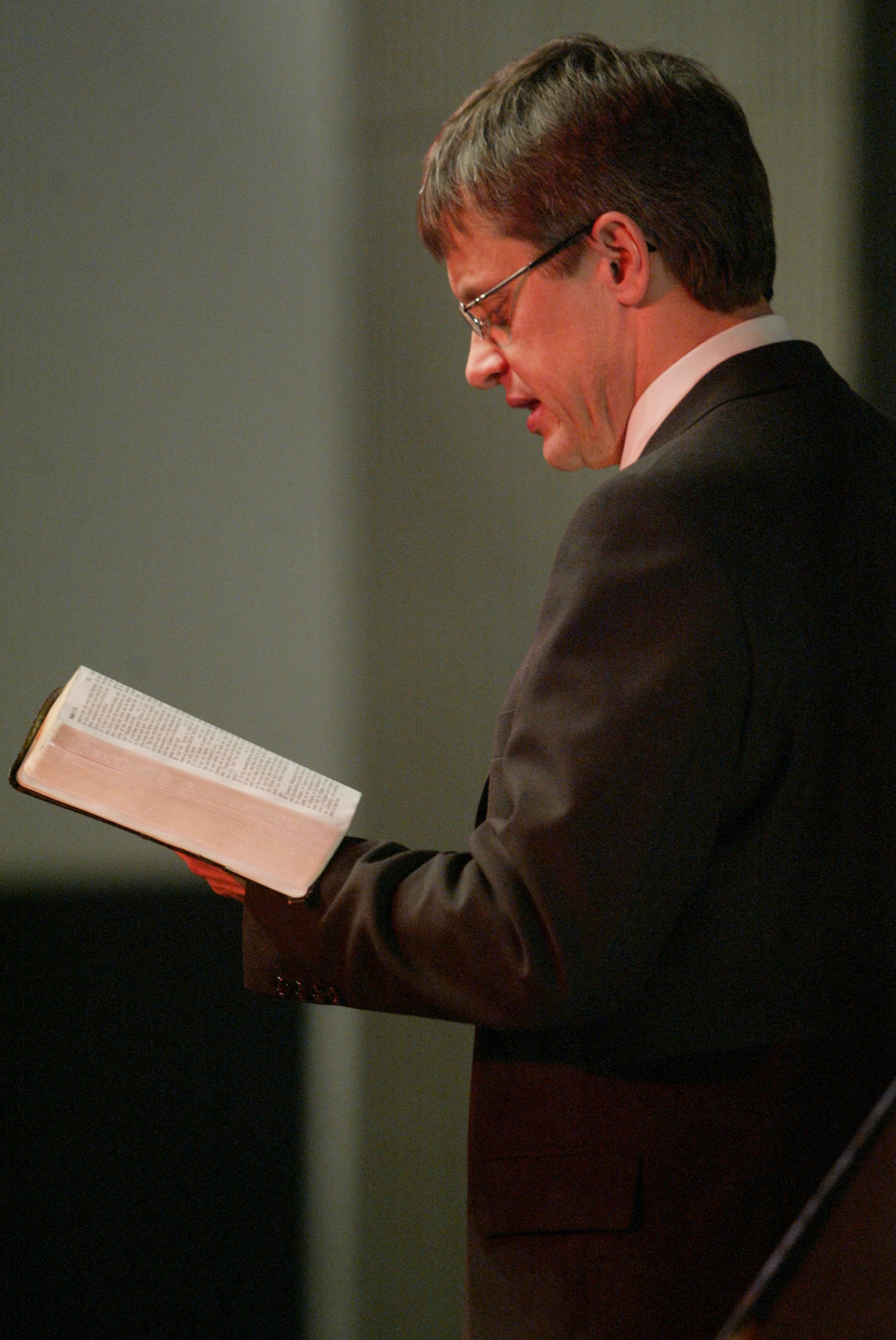
Протестантський пастор церкви п'ятдесятників у Москві.

Па́стор (лат. pastor — «пастух», «пастир») — служитель церкви в різних деномінаціях протестантизму. Пастор, пресвітер — керівник громади протестантів.
Використання слова пастор запозичено ними з Біблії в середньовіччі, в період виникнення протестантизму: слово пастор є синонімом «пастир». У Біблії цей термін використовується, щоб вказати обов'язок пастиря піклуватися про церкву.
По суті й офіційно пастор в протестантизмі не є священником згідно з історією виникнення протестантизму. Протестантський пастор є проповідником юридично зареєстрованої релігійної організації. Протестантизм запозичив слова «диякон», «пресвітер» і «єпископ» з Біблії. Застосовують протестанти ці терміни як синоніми слова «пастор» в своєму середовищі. У деяких деномінаціях протестантів, а їх понад 70, пасторський одяг — це чорна сорочка і білий комірець.
У німецьких церковних громадах використовується словосполучення нім. Herr Pastor.